# الأرض والذهب والنساء
الأرض والذهب والنساء هو فيلم وثائقي عن أحوال النساء في باكستان الريفية. يؤرخ الفيلم الاستخدام التقليدي للاغتصاب الجماعي الطقسي كطريقة للتحكم في المجتمع. القصص الرئيسية في الفيلم هي قصتي مختار مي وشاذيا خالد. تمت اذاعة الفيلم الوثائقي لأول مرة في 5 مارس 2006.

## مي وخالد
مختار كانت امرأة غير متعلمة من عائلة ريفية فقيرة. احست عائلة اعلى شأناً بازدراء اخيها الاصغر منهم، الذي كان يُعتقد انه معجب بفتاة من عائلة اعلى شأناً. أمر مجلس قبلي مختار أن تعتذر للعائلة الأخرى نيابة عن اخيها. لكن عندما وصلت تم أسرها واغتصابها جماعياً لعدة أيام.
شاذيا خالد كانت تعمل طبيبة في منطقة منعزلة بباكستان. عندما تم اغتصابها، اكتشفت انها لم تقدر ان تجعل المسؤولين يبدأوا في الاستقصاء.

## الجوائز
نال الفيلم الوثائقي ميدالية ذهبية في مهرجان نيويورك السينمائي في 2007.